# The Beacon Street Collection
Albums de 
No Doubt
No Doubt
(1992) Tragic Kingdom
(1995)
The Beacon Street Collection est le deuxième album de No Doubt. L'album a été autoproduit par le groupe.

## Liste des titres
1. Open the Gate (Eric Stefani, Gwen Stefani, Tom Dumont, Tony Kanal, Adrian Young) – 3:40
2. Blue in the Face (E. Stefani) – 4:35
3. Total Hate '95 (John Spence, Chris Leal, Gabriel Papa Gallo Gonzalez II) – 3:18
4. Stricken (E. Stefani, Kanal, G. Stefani, Dumont) – 4:06
5. Greener Pastures (Kanal, G. Stefani) – 5:05
6. By the Way (Dumont, G. Stefani) – 4:29
7. Snakes (Kanal, G. Stefani) – 4:37
8. That's Just Me (Eric Keyes, E. Stefani) – 4:08
9. Squeal (E. Stefani) – 2:38
10. Doghouse (E. Stefani) – 4:26

## Membres
Membre de No Doubt
- Tom Dumont - guitare
- Tony Kanal - basse
- Eric Stefani - clavier
- Gwen Stefani - chant
- Adrian Young - percussions, batterie (musique)

Membres supplémentaires
- Bradley Nowell - chant (piste 3)
- Phil Jordan - trompette
- Gabrial McNair - percussion, trombone